# GFSK
GFSK (ang. Gaussian FSK) – odmiana modulacji FSK, stosowanej do bezprzewodowej łączności w ramach systemów DECT, Bluetooth i urządzeń Z-Wave, w której stosuje się fale elektromagnetyczne o kształcie krzywej Gaussa.
Logiczna „1” reprezentowana jest przez dodatnie odchylenie częstotliwości nośnej, a „0” jako odchylenie ujemne. W systemie Bluetooth minimalna dewiacja częstotliwości wynosi 115 kHz.
Wygładzenie zboczy impulsów odbywa się przy pomocy filtru Gaussowskiego, którego efektem zastosowania jest zmniejszenie szerokość widma sygnału; kolejnym etapem jest wtedy modulacja FSK.